# Campionati del mondo di duathlon del 1998
I Campionati del mondo di duathlon del 1998 si sono tenuti a Sankt Wendel, Germania, in data 23 agosto 1998.
Tra gli uomini ha vinto il francese Yann Millon, mentre la gara femminile è andata all'olandese Irma Heeren che consegue il suo terzo titolo di campionessa del mondo, dopo quelli del 1994 e del 1997.

## Risultati

### Élite uomini
| Pos. | Nome           | Paese     | Totale   |
| ---- | -------------- | --------- | -------- |
|      | Yann Millon    | Francia   | 01:53:27 |
|      | Nicolas Lebrun | Francia   | 01:53:50 |
|      | Andrew Noble   | Australia | 01:54:07 |

### Élite donne
| Pos. | Nome                  | Paese       | Totale   |
| ---- | --------------------- | ----------- | -------- |
|      | Irma Heeren           | Paesi Bassi | 02:07:32 |
|      | Edwige Pitel          | Francia     | 02:10:55 |
|      | Dolorita Fuchs-Gerber | Svizzera    | 02:11:12 |